# Halleneuropameisterschaften im Bogenschießen 2008
Die 11. Halleneuropameisterschaften im Bogenschießen wurden vom 4. bis 8. März 2008 im Oval Lingotto in Turin ausgetragen.

## Ergebnisse

### Recurvebogen
| Disziplin         | Gold                                                              | Silber                                                              | Bronze                                                     |
| ----------------- | ----------------------------------------------------------------- | ------------------------------------------------------------------- | ---------------------------------------------------------- |
| Männer Einzel     | Marco Galiazzo                                                    | Bair Badjonow                                                       | Oleksandr Druzul                                           |
| Frauen Einzel     | Tetjana Dorochowa                                                 | Iulia Lobschanidse                                                  | Elena Tonetta                                              |
| Männer Mannschaft | Frankreich Damien Pigeaud Olivier Tavernier Jocelyn de Grandis    | Deutschland Jan-Christopher Ginzel Sebastian Rohrberg Florian Floto | Türkei Okyay Küçükkayalar Göktuğ Ergin Vedat Erbay         |
| Frauen Mannschaft | Russland Sanchi Obodojewa Natalja Erdynijewa Jekaterina Jarjanowa | Ukraine Tetjana Dorochowa Iulia Lobschanidse Kateryna Palecha       | Großbritannien Naomi Folkard Charlotte Burgess Emma Downie |

### Compoundbogen
| Disziplin         | Gold                                                               | Silber                                                  | Bronze                                                     |
| ----------------- | ------------------------------------------------------------------ | ------------------------------------------------------- | ---------------------------------------------------------- |
| Männer Einzel     | Sergio Pagni                                                       | Peter Elzinga                                           | Patrizio Hofer                                             |
| Frauen Einzel     | Laura Longo                                                        | Sofja Gontscharowa                                      | Nicola Hunt                                                |
| Männer Mannschaft | Niederlande Peter Elzinga Rob Polman Emiel Custers                 | Finnland Marko Järvenpää Jari Haavisto Aulis Humalajoki | Schweden Morgan Lundin Anders Malm Carl-Hendrik Gidenskold |
| Frauen Mannschaft | Russland Albina Loginowa Swetlana Kondraschenko Sofja Gontscharowa | Italien Paola Galletti Eugenia Salvi Laura Longo        | Großbritannien Nichola Simpson Nicola Hunt Lucy Holderness |

## Medaillenspiegel
| Platz  | Land           | Gold | Silber | Bronze | Gesamt |
| ------ | -------------- | ---- | ------ | ------ | ------ |
| 1      | Italien        | 3    | 1      | 1      | 5      |
| 2      | Russland       | 2    | 2      | –      | 4      |
| 3      | Ukraine        | 1    | 2      | 1      | 4      |
| 4      | Niederlande    | 1    | 1      | –      | 2      |
| 5      | Frankreich     | 1    | 0      | –      | 1      |
| 6      | Deutschland    | –    | 1      | –      | 1      |
| 6      | Finnland       | –    | 1      | –      | 1      |
| 8      | Großbritannien | –    | –      | 4      | 4      |
| 9      | Schweden       | –    | –      | 1      | 1      |
| 9      | Schweiz        | –    | –      | 1      | 1      |
| 9      | Türkei         | –    | –      | 1      | 1      |
| Gesamt | Gesamt         | 8    | 8      | 8      | 24     |